# Упанишаде
Упанишаде (санскрит: उपनिषद् upaniṣad - истина, врлина) су хиндуистички списи који чине срж учења веданте. То су древни санскритски текстови који садрже неке од централних филозофских концепата и идеја хиндуизма, део којих је заједнички са религиозним традицијама као што су будизам и џаинизам. Ове расправе су део веда којима се настоји да се садржина филозофски образложи.
Најстарије Упанишаде потичу из предбудистичког, а млађе из хришћанског доба. Упанишаде су између 700. и 500. п. н. е. сатстављали шумски аскети као завршне делове Веда. Познате су и као шрути, односно текстови „за слушање“ и скоро сва њихова учења у дијалошкој су форми. Значење речи упанишада је „седећи доле поред“ гуруа који преноси своја учења. Записано је више од стотину компилација ових дијалога, мада је само њих тринаест прихваћено за смрити, односно свете списе. Упанишаде расправљају о односу појединца и свемира, о природи универзалне душе, о значењу живота и природи живота после смрти.
Упанишаде су први текстови поштовани међу Индијцима који означавају идеју да једно непромењиво сопство прелази из једног тела у друго, и то у зависности од поступака. Тако добри поступци доносе добре плодове, а лоши резултирају будућом реинкарнацијом.

## Упанишадско раздобље
Упанишадско раздобље (800-450. п. н. е.) једна ја од највећих ера стваралачког мишљења у историји хиндуизма. Било је обележено повећаним занимањем за питање људског постојања. Упанишадске аскете су били филозови, учитељи и видовњаци. Живели су по шумским сколништима. Дане су проводили у проучавањима, посматрањима и претресању збуњујућих питања о космосу. Ови пустињаци су привлачили младе дихове који су се надали да ће се укључити у њихове расправе и тако достићи просветљење.
Традиција упанишада сродна је са другим аскетским традицијама које су се развиле у исто време или касније. Оне су познате као шрамана и карактерише их идеологија повлачења из света и практиковања аскетизма. У текстовима насталим од 800. до 400. године пре наше ере много је трагова оваквих веровања и учења по којима је живот патња, а ослобађање долази једино кроз прекидање веза са светом. Најважније од ових традиција, које су се одржале и касније развиле, јесу будизам и ђаинизам.

## Рукописи
Два најстарија (око 700.-500. п. н. е.) и најзначајнија упанишадска рукописа су ’’Брихадаранјака Упанишада” и ’’Чандогја Упанишада”. У овој другој питање је тако постављено како би одговор могао показати ондос између жртвене ватре на олтару, ватре сунца и тапас тапаса (ватре разумевања). Питање се односи на стваралачке моћи свемира. Формулисано је овако: Каква је природа Једног које је узрок свеколиког постојања? Одговор расправља о креативним моћма тапаса, жртвовања и врховне истине, брахмана.

## Веровања
Проучаваоци Упанишада веровали су да је важан не замо чин жртвовања, већ пре његов дух. Веровали су да медитацијом или посматрањем могу спознати свој однос према боговима и порекло ове божанске повезаности. Такође су желели да сазнају шта су заправо и у каквом су односу са Апсолутном Реалношћу, односно брахманом.
Веровало се да код посвећеног ученика оваква духовна посматрања и тражења узрокују тапас (жар знања). Остављајући по страни све остало, он то у ствари „жртвује“. Тако су напуштали, односно „жртвовали“ овоземаљске ствари и тиме их приносили на олтар сопственога срца. Оваква саможртвовања обављана су истовремено са ватреним жртвовањима ведских свештеника.
Упанишадске аскете су жртвовале своје јаство, дисциплиновали тело и чезнули за просветљењем. Веровали су да се тиме показује снага за превазилажење земаљских ствари и разматрање важних питања о стварности. Тако је створено мишљење да појединац, иза порвшног јаства, поседује суштинско или стварно јаство. Питање је дакле, било, какво је то суштинско јаство и како се може досегнути. На ово питање, важно и за модерни хиндуизам, делимично је дат одговор новом идејом о Апсолутном.
У Упанишадама су сви бројни богови ведске традиције сведени на једног, брахмана. Веровало се да је он врховна суштина свемира. Ова суштина се налази у свемиру, у различитим облицима појавног света и у души појединца.
Главна тема упанишадских мислилаца била је идеја да је душа појединца, атман, одвојни део брахмана, универзалне душе. Од упанишадске ере се веровало да атман, или душа појединца, јесте брахман, универзална душа. Издвојана ја као атман, али се по достизању мокше, спасења, поново уједињује са брахманом. Коначно, реч брахман односила се на универзалну суштину у којој су садржане све врсте моћи. Идеја атмана-брахмана поновљена је у чувеној реченици Чандогја Упанишаде „тат твам аси“, буквално, „ти си то“. То значи да не постоји разлика између појединачног и општег.